# ChaCha20-Poly1305
ChaCha20-Poly1305是一种认证加密算法。 ChaCha20-Poly1305加密時无需硬件加速，而且加密速度通常比AES-GCM更快，所以某些移动设备中會優先採用ChaCha20-Poly1305加密算法。 ChaCha20-Poly1305由兩部分組成，分別是Poly1305和ChaCha20。ChaCha20-Poly1305適用於IPsec、  SSH 、 TLS 1.2 、 DTLS 1.2、TLS 1.3 、  QUIC、  WireGuard 、  S/MIME 4.0 、  OTR v4  等协议。